# 구각형

정구각형

기하학에서 구각형은 변이 아홉개인 다각형을 말한다.

## 정구각형
정구각형의 한 내각의 크기는 140도이며, 그에 따라 외각은 40도이다. 정구각형의 한 변의 길이를 {\displaystyle a}라고 놓을때, 정구각형의 넓이는 다음과 같다.
{\displaystyle A={\frac {9}{4}}a^{2}\cot {\frac {\pi }{9}}\simeq 6.18182\,a^{2}.}
60°의 삼등분이 불가능하므로 작도는 불가능하다. 다만 눈금 있는 자를 이용한 뉴시스 작도로는 작도가 가능하다.

## 구각형과 관련된 별모양
정구각형의 꼭짓점들을 서로 모두 이으면 다음과 같이 된다.
위의 그림에서 별모양을 세 개 찾아낼 수 있다. (참고로 셋째는 정삼각형을 세 개 붙인 것이다.)

## 같이 보기
- 구각별